# Jazīreh-ye Jonūbī
Jazīreh-ye Jonūbī (persiska: جزيرِہ جنوبی) är en ort i Iran.   Den ligger i provinsen Bushehr, i den centrala delen av landet, 700 km söder om huvudstaden Teheran. Jazīreh-ye Jonūbī ligger 6 meter över havet och antalet invånare är 647.
Terrängen runt Jazīreh-ye Jonūbī är mycket platt. Havet är nära Jazīreh-ye Jonūbī västerut. Runt Jazīreh-ye Jonūbī är det ganska glesbefolkat, med 38 invånare per kvadratkilometer. Närmaste större samhälle är Jazīreh-ye Shomālī, 1,6 km nordväst om Jazīreh-ye Jonūbī. Trakten runt Jazīreh-ye Jonūbī är ofruktbar med lite eller ingen växtlighet.